# وزارت علوم، تحقیقات و فناوری
وزارت علوم، تحقیقات و فناوری یکی از وزارت‌خانه‌های دولت ایران و مسئول انسجام بخشیدن به امور اجرایی و سیاست‌گذاری نظام دانشی، پژوهشی و فناوری ایران است. هم‌اکنون حسین سیمایی صراف، در دولت چهاردهم مسئولیت این وزارت‌خانه را برعهده دارد.

## تاریخچه وزارتخانه
وزارت علوم از نظر نحوه اداره آموزش عالی، در سال ۱۲۷۲ ایجاد شد. تفکر اداره هماهنگ امور آموزش کشور در سال ۱۲۸۸ در قالب تصویب قانون مربوط به تأسیس وزارت معارف و اوقاف و صنایع مستظرفه متجلی شد. در سال ۱۳۰۰ قانون شورای عالی معارف به تصویب رسید که این قانون نقطه عطفی در تاریخ تشکیلات وزارت معارف به‌شمار می‌رفت. بر اساس این قانون شورا با هدف توسعه دوایر علوم و اشاعه معارف و فنون و رفع نقائص تحصیلات علمی و فنی دایر گردید و به تدریج مدارس عالی مختلف از دستگاه‌های اجرایی مربوط منتزع شده و زیر نظارت وزارت معارف درآمدند. با تصویب قانون تأسیس دانشگاه تهران (۱۳۱۳) دانشگاه به عنوان مرکز ثقل آموزش عالی ایران شناخته شد. در سال ١٣١٧ وزارت معارف به علت سنگینی وظایف به دو وزارتخانه جدید با نام‌های جدید وزارت پیشه و هنر و وزارت فرهنگ تقسیم شد و کلیه وظایف مربوط به آموزش و حتی آموزش عالی به عهده وزارتخانه جدید به نام فرهنگ گذاشته شد.
در ادامه توسعه روزافزون مراکز آموزشی بالاتر از سطح متوسطه و در جهت تفکیک آموزش عالی از آموزش متوسطه و ابتدایی، در سال ۱۳۴۴ شورای مرکزی دانشگاه‌ها، به منظور رسیدگی به امور دانشگاه‌های ایران و کلیه موسسات آموزش عالی و ایجاد هماهنگی بین آنها تشکیل شد. با توجه به اهمیت و نقش آموزش عالی و نیز تنوع و گستردگی آموزش‌های عالی و تخصصی، در بهمن سال ۱۳۴۶ یعنی دو سال پس از تصویب قانون تأسیس شورای مرکزی دانشگاه‌ها، قانون تأسیس وزارت علوم و آموزش عالی به تصویب رسید. با تصویب این قانون کلیه وظایف و اختیارات وزارت آموزش و پرورش در شورای مرکزی دانشگاه‌ها و هیئتهای امنا به وزارت علوم و آموزش عالی محول گردید.
پس از پیروزی انقلاب اسلامی در اسفند ماه ۱۳۵۷ با تغییر در سازمان و تشکیلات، مجدداً دو وزارتخانه فرهنگ و هنر و علوم و آموزش عالی در یکدیگر ادغام شده و با نام وزارت فرهنگ و آموزش عالی به انجام امور پرداخت. به دنبال آن، طرح ادغام موسسات آموزش عالی به مورد اجرا گذاشته شد و به موجب آن: ۵۳ دانشگاه، دانشکده و مؤسسه آموزش عالی در قالب ۴ مجتمع دانشگاهی فنی و مهندسی، ادبیات و علوم انسانی، علوم اداری و بازرگانی و هنر سازماندهی شدند. در اردیبهشت ۱۳۵۹ قانون تشکیل شورای عالی فرهنگ و آموزش عالی به تصویب شورای انقلاب رسید و به دنبال آن به منظور ایجاد تحولی اساسی در دانشگاه‌ها، ستادی با عنوان ستاد انقلاب فرهنگی تشکیل شد.
در مردادماه ۱۳۶۴ با تصویب «قانون تشکیل وزارت بهداشت، درمان و آموزش پزشکی»، کلیه اختیارات، وظایف و مسئولیت‌های وزارت فرهنگ و آموزش عالی در زمینه آموزش پزشکی به وزارتخانه جدید انتقال یافت.
وزارت فرهنگ و آموزش عالی در سال ۱۳۷۹ به منظور انسجام بخشیدن به امور اجرایی و سیاستگذاری نظام علمی کشور، به وزارت علوم، تحقیقات و فناوری تغییر نام داد و وظایف برنامه‌ریزی، حمایت و پشتیبانی، ارزیابی و نظارت، بررسی و تدوین سیاست‌ها و اولویت‌های راهبردی در حوزه‌های تحقیقات و فناوری به وظایف این وزارتخانه افزوده شد.

## آموزش عالی دوران معاصر
در سال ۱۸۵۲ میلادی نخستین تلاش سازمان‌یافته برای ایجاد تحول در نهاد آموزش عالی ایران با تأسیس دارالفنون به نتیجه رسید، چنان‌که گفته‌اند نخستین آموزگاران دعوت‌شده برای تدریس در دارالفنون، فرانسوی و اتریشی بوده‌اند، زبان درسی، زبان فرانسه بوده است و دانش‌آموزان از یازده تا هجده سالگی خود را در آنجا می‌گذرانده‌اند.
در دارالفنون بیشتر استادان اولیه خارجی بودند و هر کدام یک نفر مترجم داشتند که بیشتر آن‌ها در آن رشته دارای اطلاعات پیشین بودند و در طول سال‌های بعد نیز معلمان خارجی بیشتر توسط شاگردانشان جایگزین شدند. دارالفنون تا پایان سده نوزدهم میلادی توسعه فراوان یافت و دولت هم از آن حمایت می‌کرد و فارغ‌التحصیلان آن به مشاغل بالای کشوری و لشکری دست می‌یافتند و شماری از آنان در تکوین جنبش مشروطه نیز نقش داشتند.
از سال ۱۲۹۸ هجری قمری با استقلال مدرسه طب از دارالفنون، به‌تدریج در طول سال‌های بعد رشته‌های متعددی از آن جدا شدند (مواردی مانند مدرسه عالی فلاحت، مدرسه تجارت، دارالمعلمان عالی و مدرسه دامپزشکی). از سال ۱۳۰۷ اندیشه ایجاد دانشگاه در کشور مطرح شد و از سال ۱۳۱۰ مطالعات اولیه در این زمینه آغاز شد. در سال ۱۳۱۳ با تصویب قانون تأسیس دانشگاه، دانشگاه تهران تشکیل شد و برای آن شماری دانشکده (شامل طب، حقوق و علوم سیاسی و اقتصادی، فنی، ادبیات، علوم معقول و منقول، و علوم) منظور شد. در قانون پیش‌بینی شده بود، مؤسساتی مانند دانشسرای عالی نیز به آن ملحق شود و چون دانشگاه دارای محل ثابتی نبود از محل دانشسرای عالی برای ایجاد دانشکده‌های ادبیات و علوم استفاده شد و دانشکده‌های طب و حقوق در محل‌های دیگری بودند.
تا پیش از تأسیس دانشگاه تهران در ایران چند مدرسه عالی به روش مؤسسات آموزش عالی غربی تأسیس می‌شود که تقریباً همه به وزارت‌خانه‌ها وابسته بودند، چرا که هدف اساساً تربیت نیروی انسانی مورد نیاز دولتی بود. در سال ۱۳۰۰ شمسی مدرسه عالی فلاحت، در ۱۳۰۵ شمسی مدرسه تجارت، در ۱۳۱۰ دارالمعلمین عالی، در ۱۳۱۱ مدرسه دامپزشکی و در سال ۱۳۱۷ هجری قمری مدرسه عالی علوم سیاسی تأسیس شد.
پس از تأسیس دانشگاه تهران، در سال ۱۳۲۶ دانشگاه تبریز و سپس در سال ۱۳۲۸ دانشگاه شیراز به وجود آمدند و در سال‌های بعد دانشگاه مشهد (۱۳۳۵)، اصفهان (۱۳۳۷)، اهواز (۱۳۳۷)، دانشکده پلی‌تکنیک تهران (۱۳۳۸)، دانشگاه ملی ایران (۱۳۳۹) و هنرسرای عالی (۱۳۴۲) به وجود آمد و تعداد مؤسسات آموزش عالی رو به کثرت گذاشت. از سال‌های ۱۳۴۰ به بعد به‌تدریج شمار بسیاری مؤسسات آموزش عالی به شکل وابسته به مؤسسات دولتی و وزارت‌خانه‌ها یا وابسته به بخش خصوصی (البته از طریق افراد ذی‌نفوذ و وابسته به دستگاه حاکم) اغلب تحت عناوینی مانند آموزشگاه عالی، مؤسسه عالی و مدرسه عالی (عنوان دانشکده و دانشگاه کمتر داده می‌شد) در کشور تأسیس شدند.
در سال ۱۳۱۳ به‌موجب قانون مصوب ۸ خرداد مجلس شورای ملی، در دانشگاه تهران، چهار دوره کارشناسی ارشد پیوسته در رشته‌های برق، راه و ساختمان، معدن و مکانیک به وجود آمد. در سال ۱۳۴۹ حدود ۳۹ دوره کارشناسی ارشد در دانشگاه تهران وجود داشت و تا سال ۱۳۵۳، به ۶۷ دوره رسید. نخستین فردی که دوره دکتری را به پایان رساند، دکتر محمد معین بود که در سال ۱۳۲۱ در رشته زبان و ادبیات فارسی از دانشگاه تهران فارغ‌التحصیل شد. دکتر محمد ابراهیم آیتی نیز در سال ۱۳۳۴ موفق به دریافت درجه دکترا شد. تا سال ۱۳۳۴، طول دوره آموزش پزشکی ۴ سال بوده و پس از آن به دوره ۷ ساله تبدیل شد.

## چالش‌های سیاست‌گذاری آموزشی
باوجود آن که وزارت علوم بنابر قانون، چارت و محتوای درس‌های رشته‌های دانشگاه‌های تحت پوشش خود را به‌صورت سراسری و هماهنگ تعیین می‌کند، اما برخلاف دیگر سامانه‌های دانشگاهی در جهان از ارزشیابی سراسری و هماهنگ آنان سرباز می‌زند. این امر استادان ایرانی را برخلاف روال دانشگاه‌های معتبر جهان از تدریس یک یا چند کتاب رفرنس برای هر درس بی‌رغبت ساخته و منجر شده که ایشان جزوات یا فایل‌های پاورپوینت یا پی‌دی‌اف بسیار خلاصه و سطحی را به دانشجویان تدریس و ارزشیابی نمایند. این معضل مهم‌ترین علت کیفیت ضعیف آموزش عالی ایران و بالطبع کم‌سوادی دانش‌آموختگان دانشگاه‌های ایران برشمرده شده و همچنین علت اصلی کاهش مطالعه در ایران نیز ارزیابی شده‌است. به‌طوری‌که بنابر پژوهش‌های انجام‌گرفته، میزان ساعات درس‌خواندن روزانه دانش‌آموزان که توسط امتحانات نهایی وزارت آموزش و پرورش ارزشیابی می‌شوند بسیار بیشتر از دانشجویان است که ارزشیابی آموزشی آنان به خود استادان واگذار شده‌است.
بیشتر رشته‌های ارائه‌شده توسط وزارت علوم برخلاف سازمان‌های مشابه در دیگر کشورهای جهان، فاقد کارورزی اجباری برای کسب مهارت دانشجویان است؛ به‌طور مثال در آلمان علاوه‌بر کارآموزان فنی و حرفه‌ای که باید پس از گذراندن کارآموزی (آموزش عملی) هفته‌ای ۳۸ ساعت به مدت ۸۷ هفته (نزدیک دو سال) کارورزی بگذرانند؛ فارغ‌التحصیلان کارشناسی و کارشناسی ارشد دانشگاهی نیز باید دوره‌های مشابهی را بگذرانند که مانند کارورزی فنی شامل ۱٫۵ سال و حداقل صد ساعت کارورزی در هر سرفصل آموزشی است که سپس توسط دانشگاه مورد ارزشیابی قرار می‌گیرد.

## چالش‌های سیاست‌گذاری پژوهشی
بر پایه گزارشی در سال ۱۳۹۵، نبود پیوند لازم میان دانشگاه‌ها و صنعت در ایران، یکی از چالش‌های دانش و فناوری در این کشور است.

### واسپاری وتأمین مالی پژوهش‌ها
بنابر مطالعات سازمان توسعه و همکاری اقتصادی، در جهان بیش از ۶۰٪ پروژه‌های تحقیق و توسعه در حوزه‌های علمی و فنی توسط صنایع (از طریق واحدهای تحقیق و توسعۀ شرکت‌هایشان)، ۲۰٪ توسط دانشگاه‌ها و ۱۰٪ توسط دولت‌ها انجام می‌شود. بنابراین کارفرمای بخش عمده پروژه‌های پژوهشی دانشگاه‌ها در کشورهای توسعه‌یافته، به‌ویژه دانشگاه‌های دولتی که حقوق‌بگیران دولت‌ها هستند، خود دولت‌ها می‌باشند؛ که در علوم کاربردی سپس امتیاز این نوآوری‌ها و محصولات پیشرفته حاصله را به بخش خصوصی واگذار می‌کنند؛ به‌طور مثال در ایالات متحده، دولت در سال ۲۰۱۷ بیش از ۵۵ میلیارد دلار آمریکا تنها در زمینه تحقیق و توسعه (علوم کاربردی) هزینه کرده‌است که عمدتاً به‌شکل دادن گرنت به استادان برای انجام پروژه‌های پژوهشی مدنظر دولت بوده‌است. یا همچنین در سال ۲۰۱۳ کارفرمای ۶۳ درصد پژوهش‌های مؤسسۀ تحقیقاتی دانشگاه استنفورد، وزارت دفاع ایالات متحده بوده‌است و کارفرماهای پسین به‌ترتیب وزارت بهداشت آمریکا با ۱۱ درصد و وزارت آموزش آمریکا با ۴ درصد بوده‌اند.
اما در ایران وزارت علوم، به‌جای سپردن بررسی‌های علمی و پروژه‌های تحقیقاتی و فنی بلندمدت و میان‌مدت به استادان؛ مقالات را که محصول جانبی پژوهش هستند، معیار ارزیابی علمی استادان قرار می‌دهد. نتیجه این امر آن است که استادان همواره بدون داشتن کارفرما برای پژوهش‌های خود، به‌صورت پراکنده و بدون تمرکز موضوعی بر اهداف حقیقی، اقدام به پژوهش‌های زودبازده جهت انتشار هرچه بیشتر مقالات علمی برای ارتقای درآمد و رتبهٔ علمی خود کرده‌اند که این امر موجب رتبه‌تراشی کاذب برای جایگاه علمی ایران در جهان تنها برپایهٔ تعداد مقالات علمی شده؛ بنابراین دانشگاه که همواره خود پیشران علمی و اقتصادی کشورها بوده، در ایران به سرباری برای اقتصاد و بودجه کشور تبدیل شده است.
از سویی، باوجود آنکه بیشتر شرکت‌های صنعتی و تجاری بزرگ ایران دولتی یا شبه‌دولتی هستند، پژوهشگاه‌های چندانی برای تحقیق و توسعه، توسط این شرکت‌ها یا توسط سازمان‌های دولتی درون دانشگاه‌های دولتی ایران احداث نشده‌اند تا بتوانند با به‌کارگیری استادان و دانشجویان مقاطع کارشناسی‌ارشد، دکترا و پسادکترا در قالب رساله و پایان‌نامه، میزبان پروژه‌های پژوهشی کاربردی شرکت‌ها یا سازمان‌ها باشند.
این مشکل باعث شده که توسعهٔ فرایندها، توسعهٔ محصولات جدید و نوآورانه یا توسعهٔ روش‌ها، نظریه‌ها، سامانه‌ها، سازوکارها، الگوها و برنامه‌ها هرگز موضوع پروژه‌های پژوهشی دانشگاه‌های ایران نباشند و بالطبع پژوهش دانشگاهی در ایران هیچ‌گونه نقش واقعی در پیشبرد علم و توسعۀ فناوری نداشته باشد.